# Karl Holmström
Karl Holmström (n. 22 martie 1925, Bjurholm, Comitatul Västerbotten, Suedia – d. 2 iunie 1974, Jukkasjärvi⁠(d), Comitatul Norrbotten, Suedia) a fost un săritor cu schiurile suedez, medaliat olimpic. A participat la o ediție a Jocurilor Olimpice (1952) în care a câștigat o medalie de bronz.

## Participări
Lista de mai jos prezintă principalele competiții la care a participat Karl Holmström de-a lungul carierei.
- Skihopping under Vinter-OL 1952[*]